# Gråkjær Arena
Die Gråkjær Arena ist ein Sportzentrum in Holstebro, Dänemark.
Die Halle bietet 
Platz für 3.250 Zuschauer und wird hauptsächlich als Heimspielstätte des Handball-Vereins Team Tvis Holstebro genutzt.

## Geschichte
Am 10. November 2009 legten der frühere Bürgermeister Arne Lægaard, der frühere Vorsitzende des Kultur- und Freizeitamtes HC Østerby und die Handballspieler Lars Rasmussen and Kristina Kristiansen den Grundstein. Das Richtfest wurde am 23. Juni 2010 gefeiert. Die Halle wurde am 2. Februar 2011 mit einem Spiel in der Dänischen Frauen-Handball-Liga zwischen Team Tvis Holstebro und Viborg HK eröffnet. Die Baukosten betrugen 55 Millionen Dänische Kronen.